# Van Roosmalen & Groenteman
Van Roosmalen & Groenteman, voorheen Media Inside, is een Nederlands televisieprogramma dat sinds 3 januari 2021 wordt uitgezonden door BNNVARA op NPO 3. Het programma wordt gepresenteerd door Gijs Groenteman en Marcel van Roosmalen.
De eerste vijf afleveringen werden uitgezonden op zondagavond van 3 tot en met 31 januari 2021 om 21.50 of 22.05 uur op NPO 3. Op 13 augustus 2021 volgde een nieuwe serie van twaalf afleveringen die werden uitgezonden op vrijdagavond van 21.15 uur tot 21.55 uur ook op NPO3. Op 3 april 2022 begon een derde seizoen weer op zondagavond. In het najaar van 2022 was het vierde seizoen van het programma op NPO 3. In tegenstelling tot de eerdere seizoenen werd het programma, met uitzondering van de oudejaarsuitzending, sindsdien live uitgezonden. Op 5 februari 2023 startte het vijfde seizoen van zes afleveringen. Op 18 september 2023 startte het zesde seizoen van vijftien afleveringen nu op maandag van 20.20 tot 21.05 uur onder de naam "Van Roosmalen & Groenteman".

## Concept
Het programma was oorspronkelijk een persiflage op Veronica Inside waarbij met twee gasten uit de mediawereld niet over voetbal wordt gesproken maar over de ontwikkelingen in de afgelopen mediaweek. Hierbij worden de ontwikkelingen aan de hand van onder meer fragmenten, foto's of krantenberichten vertoond en op satirische ondertoon besproken met de gasten. Groenteman begint de uitzending altijd met de woorden "Knallen met die show".
Een vaste rubriek is het "Briefje van Marcel" waarbij Van Roosmalen op een briefje een aantal zaken heeft opgeschreven over gebeurtenissen in de mediawereld en dit op droge satirische toon uitlegt aan de kijker. Een andere rubriek van Van Roosmalen is "De ode aan". In het eerste seizoen betrof het een ode aan tafeldames die kortstondig hun medewerking aan De Wereld Draait Door verleenden, in het tweede seizoen aan presentatoren die kortstondig een eigen talkshow hebben gepresenteerd en in het derde seizoen een fase uit het publieke leven van Tim Hofman. In de seizoenen werd daarbij een portret van de persoon in kwestie aan de muur opgehangen. In het vijfde seizoen eindigde elke aflevering met een ode aan Rob Trip.
In seizoen zes werden de meeste aflevering geëindigd met het Frans Klein Journaal, waarbij de werkzaamheden van televisiebestuurder Frans Klein in zijn nieuwe functie bij Talpa Network onder de loep werden genomen. Vanaf seizoen zeven begint Van Roosmalen met een minireportage, die na het reguliere seizoen sinds seizoen 9 in een eigen programma "Van Roosmalen op reportage" uitgebreider wordt uitgezonden. Er wordt met de gasten een "bak met nieuwtjes" doorgenomen, met het publiek een rebus gespeeld en er is het "Briefje van Marcel". 
Groenteman sloot de uitzending bij Media Inside altijd af met de woorden "We zien (of kijken) wel of we morgen weer wakker worden", een persiflage op de afsluiting van Sonja Barend in Sonja's goed nieuws show en Sonja op....

## Gasten

### Seizoen 1 (alsMedia Inside)
| Afl. | Uitzenddatum    | Gasten                                 |
| ---- | --------------- | -------------------------------------- |
| 1    | 3 januari 2021  | Emma Wortelboer & Jan Jaap van der Wal |
| 2    | 10 januari 2021 | Britt Dekker & Tim den Besten          |
| 3    | 17 januari 2021 | Natacha Harlequin & Raven van Dorst    |
| 4    | 24 januari 2021 | Willie Wartaal                         |
| 5    | 31 januari 2021 | Lize Korpershoek & Tim Hofman          |

### Seizoen 2
| Afl. | Uitzenddatum      | Gasten                                 |
| ---- | ----------------- | -------------------------------------- |
| 1    | 13 augustus 2021  | Talitha Muusse & Caroline van der Plas |
| 2    | 20 augustus 2021  | Bram Douwes & Dieuwertje Blok          |
| 3    | 27 augustus 2021  | Chris Zegers & Anita Witzier           |
| 4    | 3 september 2021  | Özcan Akyol & Iris van Lunenburg       |
| 5    | 10 september 2021 | Rutger Castricum & Natacha Harlequin   |
| 6    | 24 september 2021 | Gijs Rademaker & Brigitte Kaandorp     |
| 7    | 1 oktober 2021    | Tim den Besten & Daphne Bunskoek       |
| 8    | 15 oktober 2021   | Dione de Graaff & Sjoerd van Ramshorst |
| 9    | 29 oktober 2021   | Natasja Gibbs & Alexander Klöpping     |
| 10   | 5 november 2021   | Roos Moggré & Thijs Römer              |
| 11   | 12 november 2021  | Adriaan van Dis & Britt Dekker         |
| 12   | 19 november 2021  | Nicolaas Veul & Leonie ter Braak       |

### Seizoen 3
| Afl. | Uitzenddatum  | Gasten                               |
| ---- | ------------- | ------------------------------------ |
| 1    | 3 april 2022  | Nadia Moussaid & Anita Witzier       |
| 2    | 10 april 2022 | Rob Kemps & Alexander Klöpping       |
| 3    | 17 april 2022 | Hila Noorzai & Thijs Römer           |
| 4    | 24 april 2022 | Emma Wortelboer & Britt Dekker       |
| 5    | 1 mei 2022    | Alberto Stegeman & Kees van der Spek |
| 6    | 8 mei 2022    | Fidan Ekiz & Sven Kockelmann         |

### Seizoen 4
| Afl. | Uitzenddatum     | Gasten                               |
| ---- | ---------------- | ------------------------------------ |
| 1    | 9 oktober 2022   | Lauren Verster & Sinan Can           |
| 2    | 16 oktober 2022  | Margje Fikse & Rob de Wijk           |
| 3    | 23 oktober 2022  | Tim de Wit & Emma Wortelboer         |
| 4    | 30 oktober 2022  | Bas Heijne & Alexander Klöpping      |
| 5    | 6 november 2022  | Wouke van Scherrenburg & Roos Moggré |
| 6    | 13 november 2022 | Roelof Hemmen & Hila Noorzai         |
| 7    | 30 december 2022 | Emma Wortelboer & Britt Dekker       |

### Seizoen 5
| Afl. | Uitzenddatum     | Gasten                                   |
| ---- | ---------------- | ---------------------------------------- |
| 1    | 5 februari 2023  | Nadia Moussaid & Rutger Castricum        |
| 2    | 12 februari 2023 | Roos Moggré & Filemon Wesselink          |
| 3    | 19 februari 2023 | Wouke van Scherrenburg & Thomas Erdbrink |
| 4    | 26 februari 2023 | Luuk Ikink & Maaike Timmerman            |
| 5    | 5 maart 2023     | Lia van Bekhoven & Tim de Wit            |
| 6    | 12 maart 2023    | Khalid Kasem & Sophie Hilbrand           |

### Seizoen 6 (alsVan Roosmalen & Groenteman)
| Seizoenreeks | Afl. | Uitzenddatum              | Gasten                                       |
| ------------ | ---- | ------------------------- | -------------------------------------------- |
| 1            | 1    | maandag 18 september 2023 | Martine van Os & Jeroen Snel                 |
| 2            | 2    | maandag 25 september 2023 | Alexander Pechtold & Milan van Dongen        |
| 3            | 3    | maandag 2 oktober 2023    | Harry Mens & Heleen Mees                     |
| 4            | 4    | maandag 9 oktober 2023    | Gonny van Oudenallen & Tina Nijkamp          |
| 5            | 5    | maandag 16 oktober 2023   | Khalid Kasem & Justine Marcella              |
| 6            | 6    | maandag 23 oktober 2023   | Henri Bontenbal & Anna Gimbrère              |
| 7            | 7    | maandag 30 oktober 2023   | Dolf Jansen & Britt Dekker                   |
| 8            | 8    | maandag 6 november 2023   | Alexandra van Huffelen & Govert Schilling    |
| 9            | 9    | maandag 13 november 2023  | Mona Keijzer & Arjan Postma                  |
| 10           | 10   | maandag 20 november 2023  | Alexander Pechtold & Henri Bontenbal         |
| 11           | 11   | maandag 27 november 2023  | Tijs van den Brink & Bert van der Veer       |
| 12           | 12   | maandag 4 december 2023   | Adriaan van Dis & Peter Kwint                |
| 13           | 13   | maandag 11 december 2023  | Anna Gimbrère & Eppo van Nispen tot Sevenaer |
| 14           | 14   | maandag 18 december 2023  | Henny Huisman & Bulletje (Aad Peters)        |
| 15           | 15   | maandag 25 december 2023  | Jan Slagter & Janny van der Heijden          |

### Seizoen 7
| Seizoenreeks | Afl. | Uitzenddatum             | Gasten                                      |
| ------------ | ---- | ------------------------ | ------------------------------------------- |
| 1            | 16   | maandag 15 januari 2024  | Gerdi Verbeet & Justine Marcella            |
| 2            | 17   | maandag 22 januari 2024  | Joris Linssen & Lex Uiting                  |
| 3            | 18   | maandag 29 januari 2024  | Rob de Wijk & Tina Nijkamp                  |
| 4            | 19   | maandag 5 februari 2024  | Amber Kortzorg & Victor Vlam                |
| 5            | 20   | maandag 12 februari 2024 | Eppo van Nispen tot Sevenaer & Frits Wester |
| 6            | 21   | maandag 19 februari 2024 | Patty Brard & Henri Bontenbal               |
| 7            | 22   | maandag 26 januari 2024  | Nadia Moussaid & Rob de Wijk                |
| 8            | 23   | maandag 4 maart 2024     | Natacha Harlequin & Jorrit Eijbersen        |
| 9            | 24   | maandag 11 maart 2024    | Huub Stapel & Justine Marcella              |
| 10           | 25   | maandag 18 maart 2024    | Jimmy Dijk & Jeroen Stekelenburg            |
| 11           | 26   | maandag 25 maart 2024    | Robert ten Brink & Rob de Wijk              |
| 12           | 27   | maandag 1 april 2024     | Alexander Pechtold & Tina Nijkamp           |
| 13           | 28   | maandag 8 april 2024     | Dione de Graaff & Koos Spee                 |
| 14           | 29   | maandag 15 april 2024    | Marga van Praag & Arjan Postma              |
| 15           | 30   | maandag 22 april 2024    | Guus Meeuwis & Rob de Wijk                  |
| 16           | 31   | maandag 29 april 2024    | Wouter Koolmees & Tuur Elzinga              |

### Seizoen 8
| Seizoenreeks | Afl. | Uitzenddatum              | Gasten                                      |
| ------------ | ---- | ------------------------- | ------------------------------------------- |
| 1            | 32   | maandag 2 september 2024  | Chris Zegers & Tina Nijkamp                 |
| 2            | 33   | maandag 9 september 2024  | Chris Zegers & Tina Nijkamp                 |
| 3            | 34   | maandag 16 september 2024 | Sven Kockelmann & Thomas van Groningen      |
| 4            | 35   | maandag 23 september 2024 | Henri Bontenbal & Koos Spee                 |
| 5            | 36   | maandag 30 september 2024 | Anna Gimbrère & Rob de Wijk                 |
| 6            | 37   | maandag 7 oktober 2024    | Rob Goossens & Robert Kranenborg            |
| 7            | 38   | maandag 21 oktober 2024   | Alexander Pechtold & Justine Marcella       |
| 8            | 39   | maandag 28 oktober 2024   | Roos Moggré & Remco Breuker                 |
| 9            | 40   | maandag 4 november 2024   | Eppo van Nispen tot Sevenaer & Arjan Postma |
| 10           | 41   | maandag 11 november 2024  | Jan Slagter & Tina Nijkamp                  |
| 11           | 42   | maandag 18 november 2024  | Alexandra van Huffelen & Rob de Wijk        |
| 12           | 43   | maandag 25 november 2024  | Tim de Wit & Justine Marcella               |
| 13           | 44   | maandag 2 december 2024   | Sybrand van Haersma Buma & Tina Nijkamp     |
| 14           | 45   | maandag 9 december 2024   | Coks Donders & Remco Breuker                |
| 15           | 46   | maandag 16 december 2024  | Mona Keijzer & Rob de Wijk                  |

### Seizoen 9
| Seizoenreeks | Afl. | Uitzenddatum             | Gasten                                   |
| ------------ | ---- | ------------------------ | ---------------------------------------- |
| 1            | 47   | maandag 13 januari 2025  | Eline de Zeeuw & Alexander Pechtold      |
| 2            | 48   | maandag 20 januari 2025  | Jesse Klaver & Justine Marcella          |
| 3            | 49   | maandag 27 januari 2025  | Tijs van den Brink & Ab Osterhaus        |
| 4            | 50   | maandag 3 februari 2025  | Chazia Mourali & Jeroen Stekelenburg     |
| 5            | 51   | maandag 10 februari 2025 | Rob de Wijk & Remco Breuker              |
| 6            | 52   | maandag 17 februari 2025 | Henri Bontenbal & Alexandra van Huffelen |
| 7            | 53   | maandag 24 februari 2025 | Hannah Prins & Tina Nijkamp              |
| 8            | 54   | maandag 3 maart 2025     | Lilian Marijnissen & Rob de Wijk         |
| 9            | 55   | maandag 10 maart 2025    | Bert van Leeuwen & Joost Bekendam        |
| 10           | 56   | maandag 17 maart 2025    | Welmoed Sijtsma & Justine Marcella       |
| 11           | 57   | maandag 24 maart 2025    | Wouter Koolmees & Beatrice de Graaf      |
| 12           | 58   | maandag 31 maart 2025    | Leonie ter Braak & Jeroen Stekelenburg   |
| 13           | 59   | maandag 7 april 2025     | Jan Slagter & Remco Breuker              |
| 14           | 60   | maandag 14 april 2025    | Guus Meeuwis & Tina Nijkamp              |
| 15           | 61   | maandag 21 april 2025    | Fons de Poel & Justine Marcella          |
| 16           | 62   | maandag 28 april 2025    | Dione de Graaff & Jeroen Stekelenburg    |

## Studio's

### Amsterdam
Seizoen 1 tot en met 5 werden opgenomen en uitgezonden vanuit Desmet Studio's in Amsterdam. 
De vierhoekige studio bevat een langwerpige tafel waar Groenteman en Van Roosmalen ieder respectievelijk aan de kopse kanten zitten met twee gasten tussen hen in. Rondom hen bevindt het publiek en kasten met prul en andere televisie-gerelateerde voorwerpen. Aan de linker en rechter zijdes van het decor bevinden schermen. 

### Aalsmeer
Na een uitstapje naar de commerciële omroep keerden de mannen terug vanaf het zesde seizoen live vanuit "ShowBiz City" (Studio's Aalsmeer).
De studio is vierhoekig en bevat in het midden een langwerpige tafel in de breedte, waar Groenteman aan de linker kop van de tafel zit en Van Roosmalen op de stoel rechts van Groenteman. Tijdens de leader gebeurt er een changement waar Van Roosmalen plaatsmaakt voor hun eerste gast door op een stoel verder van Groenteman te gaan zitten. Rondom de tafel zit het publiek. In de hoeken van het decor bevinden twee barren. Aan de drie voor-televisie-zichtbare zijdes van het decor bevinden schermen.